# Cá nóc răng mỏ chim
Cá nóc răng mỏ chim, tên khoa học là Lagocephalus inermis, là một loài cá biển thuộc chi Lagocephalus trong họ Cá nóc. Loài này được mô tả lần đầu tiên vào năm 1850.

## Từ nguyên
Tính từ định danh inermis trong tiếng Latinh có nghĩa là "không có vũ khí", hàm ý đề cập đến phần lưng và hai bên lườn không có gai như những loài cá nóc khác (chỉ có gai ở bụng).

## Phạm vi phân bố và môi trường sống
Cá nóc răng mỏ chim có phạm vi phân bố rộng khắp khu vực Ấn Độ Dương - Thái Bình Dương. Từ bờ biển Đông Phi, cá mỏ chim được phân bố trải dài về phía đông đến Philippines và đảo New Guinea, ngược lên phía bắc đến Hàn Quốc và Nhật Bản, xa về phía nam đến Úc.
Cá nóc răng mỏ chim sinh sống ở các thềm lục địa, nơi có nền đáy bùn hoặc cát ở độ sâu khoảng từ 10 đến 200 m.

## Mô tả
Chiều dài cơ thể lớn nhất được ghi nhận ở cá nóc răng mỏ chim là 90 cm. Thân dưới màu trắng ánh bạc, đặc biệt là vùng bụng có nhiều gai nhỏ. Thân trên không có gai, có màu xanh lục xám. Nắp mang màu đen, khác biệt so với các loài Lagocephalus còn lại.
Số tia vây ở vây lưng: 12–13; Số tia vây ở vây hậu môn: 10–12; Số tia vây ở vây ngực: 16–17.
Cá nóc răng mỏ chim L. inermis thường bị nhầm với Lagocephalus laevigatus ở Đại Tây Dương. L. laevigatus thường có nhiều số tia ở hai vây hơn L. inermis, và gốc vây ngực của L. laevigatus có màu đen.

## Sinh thái học
Ở Việt Nam, cá nóc răng mỏ chim được đánh giá là loài có độc tính rất mạnh. Hàm lượng độc tính của cá mỏ chim thường tăng cao từ tháng 6 đến tháng 9 hàng năm.

## Thương mại
Tuy là loài cá kịch độc, cá nóc răng mỏ chim vẫn được đánh bắt để làm thực phẩm ở nhiều nơi trong phạm vi của chúng. Cá nóc răng mỏ chim cùng cá nóc bạc và cá nóc xanh là những loài mà tỉnh Kiên Giang (Việt Nam) được phép xuất khẩu sang thị trường Hàn Quốc.
Ở Ấn Độ, cá nóc răng mỏ chim được bán tươi sống sau khi cắt bỏ phần đầu, nội tạng và lột da, hoặc được phơi khô và ướp muối để xuất khẩu. Tại bờ biển tây nam Ấn Độ, sản lượng khai thác của loài này đang tăng dần, mặc dù chúng cũng được xem là cá tạp tại vùng biển này.